# Polymita (mollusque)
Pour le genre de plantes, voir Polymita (botanique)
 (août 2008).
Si vous disposez d'ouvrages ou d'articles de référence ou si vous connaissez des sites web de qualité traitant du thème abordé ici, merci de compléter l'article en donnant les références utiles à sa vérifiabilité et en les liant à la section « Notes et références ».
Genre
Synonymes
- Oligomita[2]
- Polymita (Oligomita) de la Torre, 1950[3]
- Polymita (Polymita) H. Beck, 1837[3]
- Polymita[2]

Polymita est un genre de gastéropodes à coquille bariolée endémiques de la région de Baracoa à l'est de Cuba[réf. nécessaire].

## Écologie
Toutes vivent sur les arbres et les plantes, et se nourrissent de champignons et de lichens. Les espèces du genre Polymita sont aisément identifiables par les couleurs de sa coquille, qui semble avoir été peinte, et qui contrastent avec le vert de la végétation environnante. Aujourd'hui, cet escargot très recherché pour sa coquille, est une espèce menacée. Néanmoins, le ramassage et la vente de Polymita ne sont pas interdits, même si Cubains et touristes sont priés de ne pas s'adonner à ces activités.

## Liste d'espèces
Parmi les espèces du genre Polymita, figurent entre autres :
- Polymita brocheri (Gutiérrez in Pfeiffer, 1864)[4]
- Polymita muscarum (Lea, 1834)[4]
- Polymita picta (Born, 1780)[4] - espèce type
- Polymita sulphurosa (Morelet, 1849)[4]
- Polymita venusta (Gmelin, 1786)[4]
- Polymita versicolor (Born, 1870)[4]

Selon BioLib (16 décembre 2018) :
- Polymita brocheri (Pfeiffer, 1864)
- Polymita muscarum (Lea, 1834)
- Polymita picta (Born, 1778)
- Polymita sulphurosa (Morelet, 1849)
- Polymita varians (K.T. Menke, 1829)
- Polymita venusta (Gmelin, 1792)
- Polymita versicolor (Born, 1778)

Selon Catalogue of Life (16 décembre 2018) et World Register of Marine Species (16 décembre 2018) :
- Polymita texana Roth, 1984 †

Selon NCBI (16 décembre 2018) :
- Polymita picta